# Bonadelle Ranchos-Madera Ranchos
Bonadelle Ranchos-Madera Ranchos és una població dels Estats Units a l'estat de Califòrnia. Segons el cens del 2000 tenia 7.300 habitants.

## Demografia
Segons el cens del 2000, Bonadelle Ranchos-Madera Ranchos tenia 7.300 habitants, 2.327 habitatges, i 2.047 famílies. La densitat de població era de 242,4 habitants per km².
Dels 2.327 habitatges en un 41,9% hi vivien nens de menys de 18 anys, en un 77,6% hi vivien parelles casades, en un 6,5% dones solteres, i en un 12% no eren unitats familiars. En el 8,3% dels habitatges hi vivien persones soles el 2,4% de les quals corresponia a persones de 65 anys o més que vivien soles. El nombre mitjà de persones vivint en cada habitatge era de 3,13 i el nombre mitjà de persones que vivien en cada família era de 3,3.
Per edats la població es repartia de la següent manera: un 29,1% tenia menys de 18 anys, un 7,3% entre 18 i 24, un 27,2% entre 25 i 44, un 28,8% de 45 a 60 i un 7,7% 65 anys o més.
L'edat mitjana era de 38 anys. Per cada 100 dones de 18 o més anys hi havia 98,4 homes.
La renda mitjana per habitatge era de 58.764 $ i la renda mitjana per família de 60.793 $. Els homes tenien una renda mitjana de 41.220 $ mentre que les dones 31.011 $. La renda per capita de la població era de 21.478 $. Entorn del 2,7% de les famílies i el 3,9% de la població estaven per davall del llindar de pobresa.

## Poblacions més properes
El següent diagrama mostra les poblacions més properes.